# Viola pseudovulcanica
Viola pseudovulcanica är en violväxtart som beskrevs av Wilhelm Becker. Viola pseudovulcanica ingår i släktet violer, och familjen violväxter. Inga underarter finns listade i Catalogue of Life.